# Амир-Хамза ибн Али-Султан (уцмий)
Амир-Хамза ибн Али-Султан (по прозвищу «Малый») — уцмий Кайтага. Военно-политический деятель в истории Дагестана конца XVII — начала XVIII веков. Сын уцмия Али-Султана.

## Правление
После смерти его отца, уцмия Али-Султана, власть перешла к Амир-Хамзе.
В начале правления шах Солтан Хусейн издал грамоту, утверждающую Амир-Хамзу в звании уцмия.
В конце его правления Ахмед-хан, сын Гусейн-хана Кубинского, при помощи кубинцев и своих единомышленников в Кайтаге овладел Башлы и объявил себя уцмием. Амир-Хамза отступил в горы, где и умер несколько лет спустя. 
Согласно хронографу найденному в селении Кища Дахадаевского района Дагестана, он умер в 1122 году хиджры (1710—1711 годы).